# Bibliothèque des musées de Strasbourg

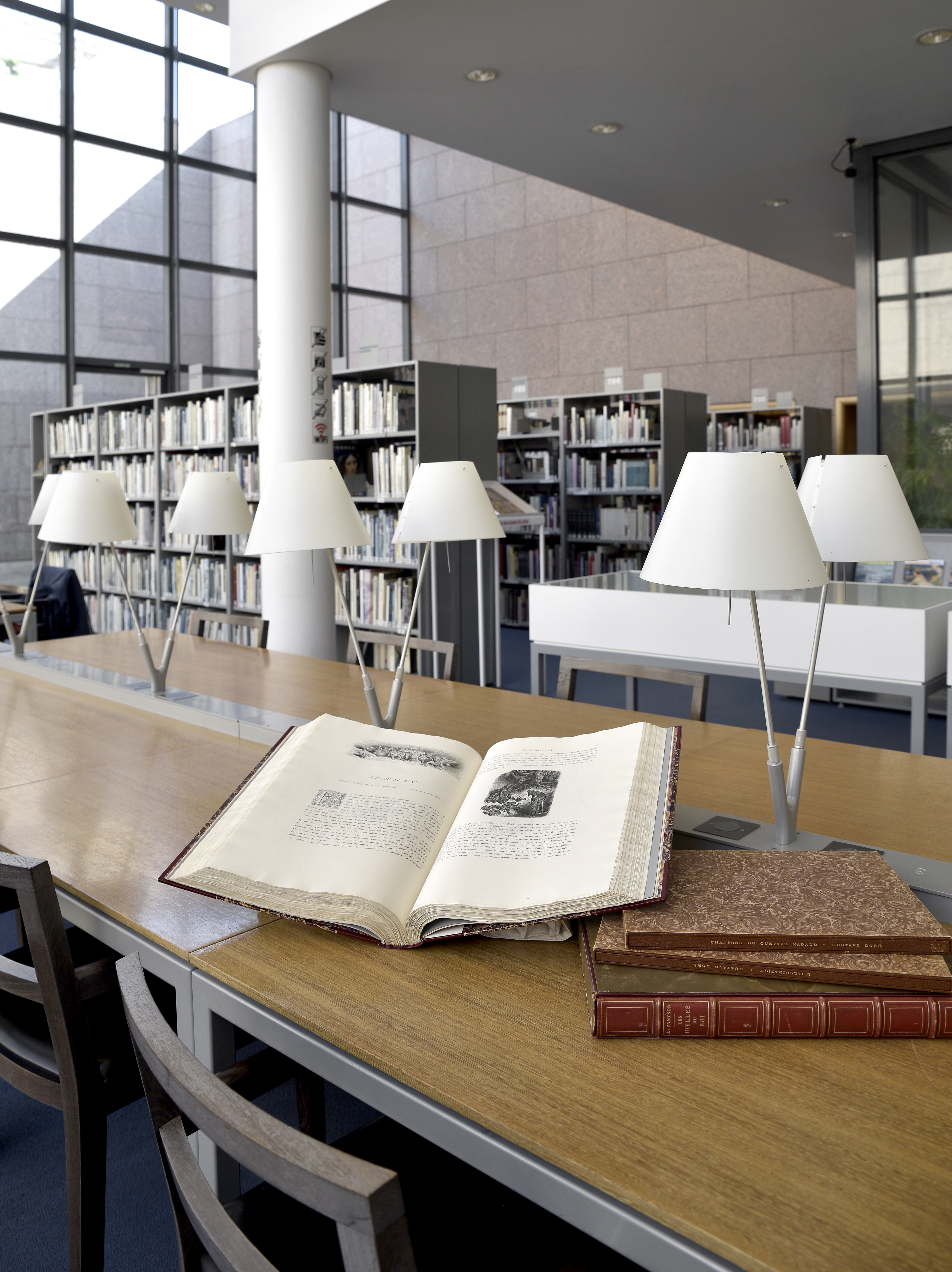
Salle de lecture, Bibliothèque des Musées de Strasbourg

La Bibliothèque des Musées de Strasbourg est une bibliothèque d'art et d'histoire rattachée aux Musées de la Ville de Strasbourg. Créée en 1877, elle conserve plus de 140.000 volumes et est dotée d'un fonds patrimonial exceptionnel. Les domaines des arts décoratifs et de l’illustration au XIXe siècle, des avant-gardes historiques, de l'histoire culturelle d'Alsace et du livre d'artiste en constituent les points forts.

## Histoire
L’histoire de la Bibliothèque des Musées est liée au programme de reconstitution des collections patrimoniales de la ville de Strasbourg après les destructions de la guerre de 1870-71. Dès 1877, la ville se dote d’un Cabinet des Estampes et d’une bibliothèque, mais aussi, dix ans plus tard, d’un Musée des Arts Décoratifs, le Hohenlohe-Museum. Ce dernier rassemble une vaste collection d’imprimés destinée à fournir des modèles aux artistes et artisans. Les deux institutions sont réunies en 1939, à l’initiative du directeur des musées Hans Haug, pour former un ensemble dont la Bibliothèque des Musées de Strasbourg est aujourd’hui l’héritière.

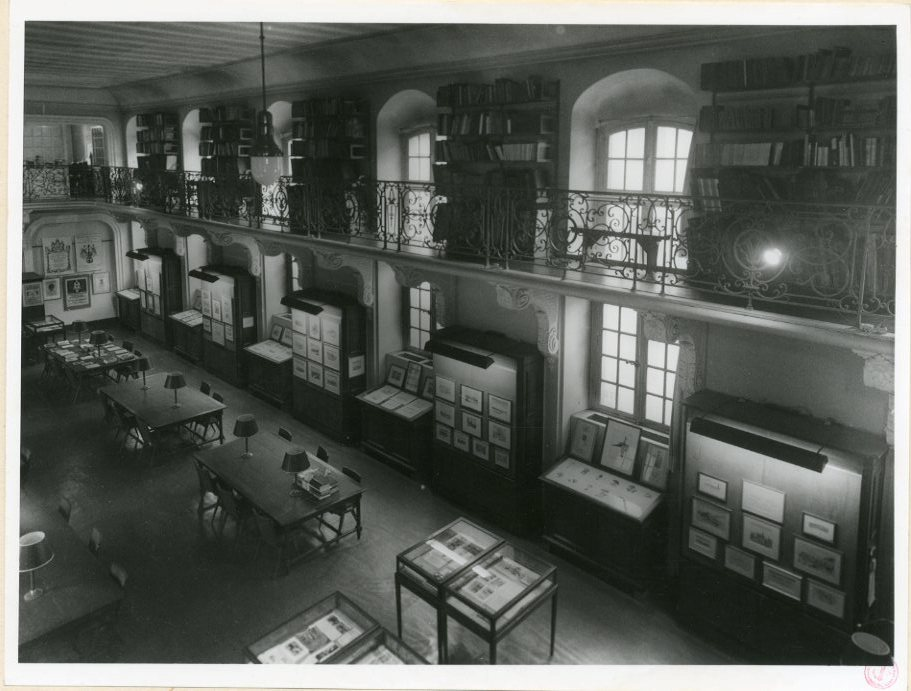
Vue de la salle de lecture. Cabinet des Estampes et Bibliothèque des Musées de Strasbourg, vers 1965

Le développement des arts décoratifs dans la ville, soutenu par la création d’une école dédiée à cette discipline (La Kunstgewerbeschule, aujourd’hui Haute École des Arts du Rhin), a également profité à l’enrichissement de la bibliothèque dès le tournant du XXe siècle. Depuis 1998, elle est localisée au sein du Musée d'art moderne et contemporain. Le rapprochement avec cette institution, a donné à ses collections une nouvelle orientation vers les avant-gardes (dada, surréalisme, internationale situationniste, Fluxus...) et le livre d’artiste.

## Collections
Le fonds patrimonial de la Bibliothèque des Musées de Strasbourg reflète l’histoire des Musées de Strasbourg et du riche passé franco-allemand de la ville. Elle possède notamment la presque intégralité de l’œuvre publié de Gustave Doré, les plus importants titres illustrés et revues d’art du XIXe siècle et plusieurs centaines de recueils de planches d’arts décoratifs et d’ornements. Elle est également dotée d’un important fonds moderne et contemporain de livres illustrés, revues et livres d’artistes retraçant l’histoire des avant-gardes artistiques européennes et d’importants exemples de l’histoire du graphisme.

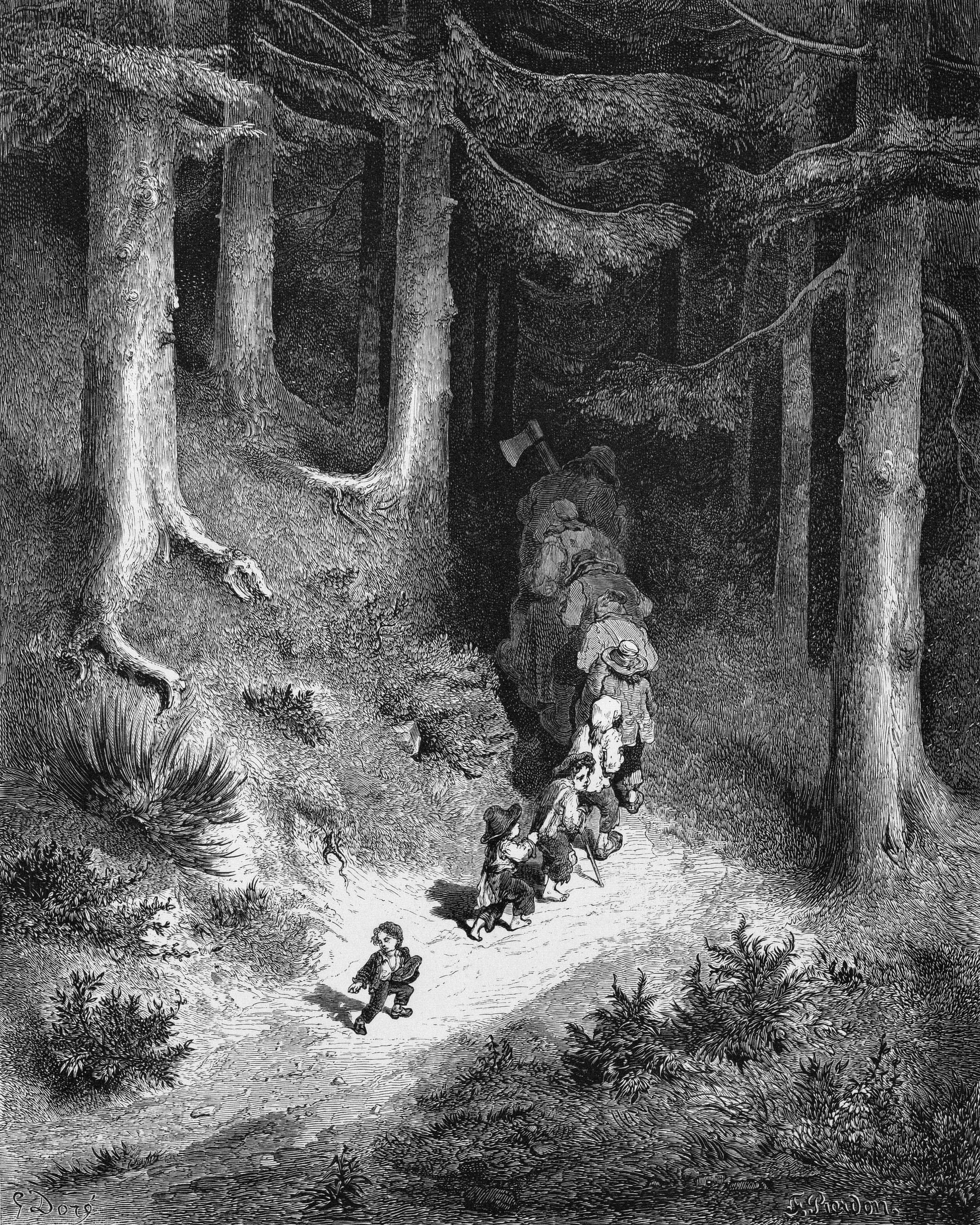
Gustave Doré, gravure sur bois pour Les contes de Perrault, Paris, Hetzel, 1867

### Le fonds Gustave Doré
Peintre et illustrateur né à Strasbourg, Gustave Doré a entretenu une relation privilégiée avec l’Alsace, bien qu'il se soit engagé dans une carrière résolument internationale. Un important corpus de près de 200 livres illustrés, dans des éditions du vivant de l'artiste, ont intégré la collection de la Bibliothèque des Musées en 1992. On peut désormais y consulter les remarquables planches gravées accompagnant les ouvrages de Dante, Rabelais, La Fontaine, Gautier, Cervantès, ou encore de nombreux albums illustrés et revues satiriques.

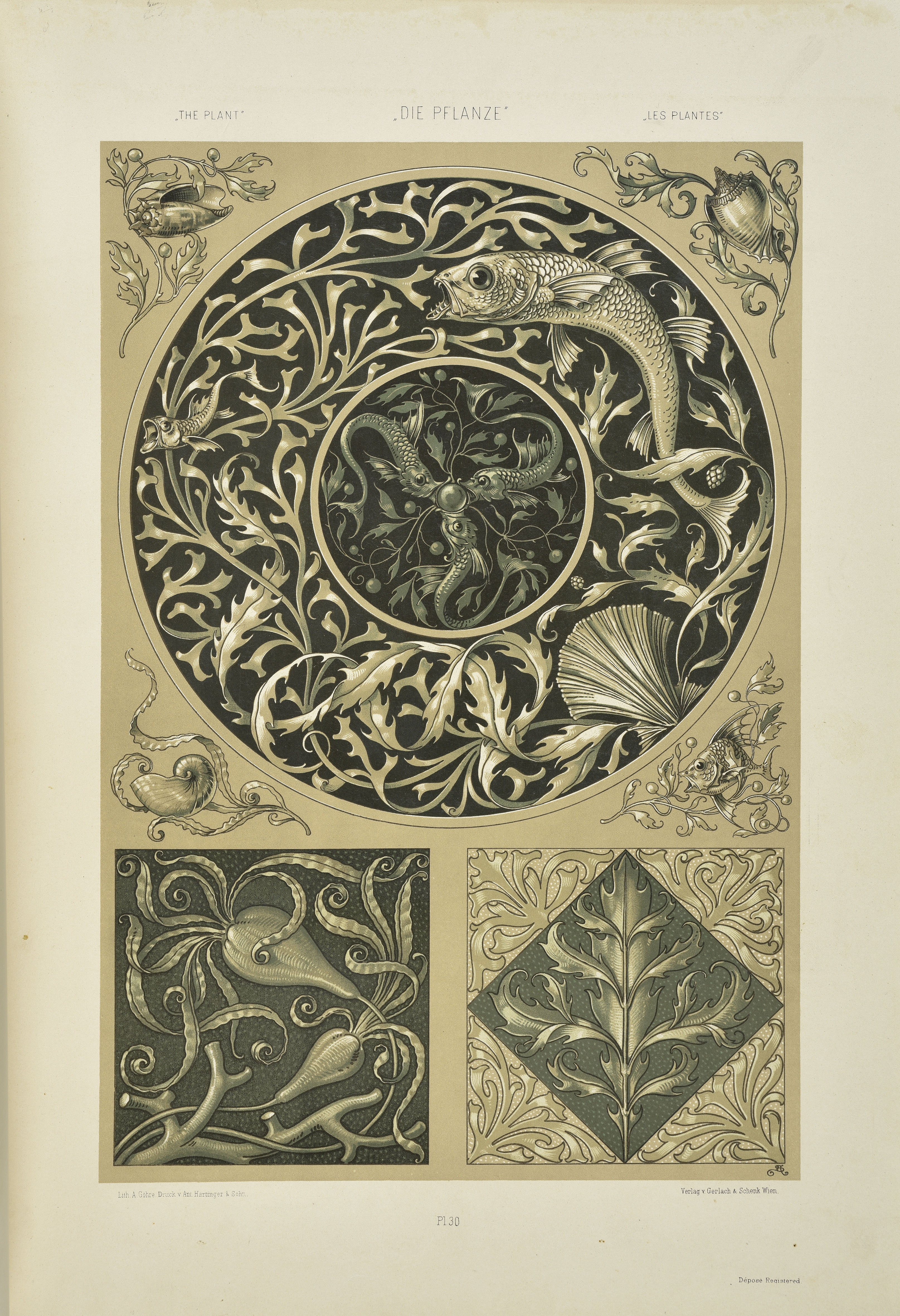
Anton Seder, planche d’ornement parue dans Die Pflanze in Kunst und Gewerbe, Vienne, Gerlach & Schenk, 1886

### Les recueils d’arts décoratifs et albums d'ornements
Les recueils de modèles d’art décoratifs et en particulier d’ornements ont connu un grand succès à Strasbourg sous l’influence d’August Schricker, directeur du Hohenlohe-Museum, et d’Anton Seder, responsable de l’École des Arts décoratifs et lui-même ornemaniste. Des centaines d’albums destinées aux arts appliqués ont ainsi été acquis par la Bibliothèque des Musées, réunissant parmi les plus célèbres auteurs. Les planches d’Owen Jones, Henri Verneuil, Eugène Grasset ou Alphonse Mucha, les albums du lithographe et imprimeur Godefroi Engelmann, y figurent. On y trouve également des albums scientifiques, comme celui du biologiste Ernst Haeckel, et des recueils de photographies d’architecture et d’intérieurs.

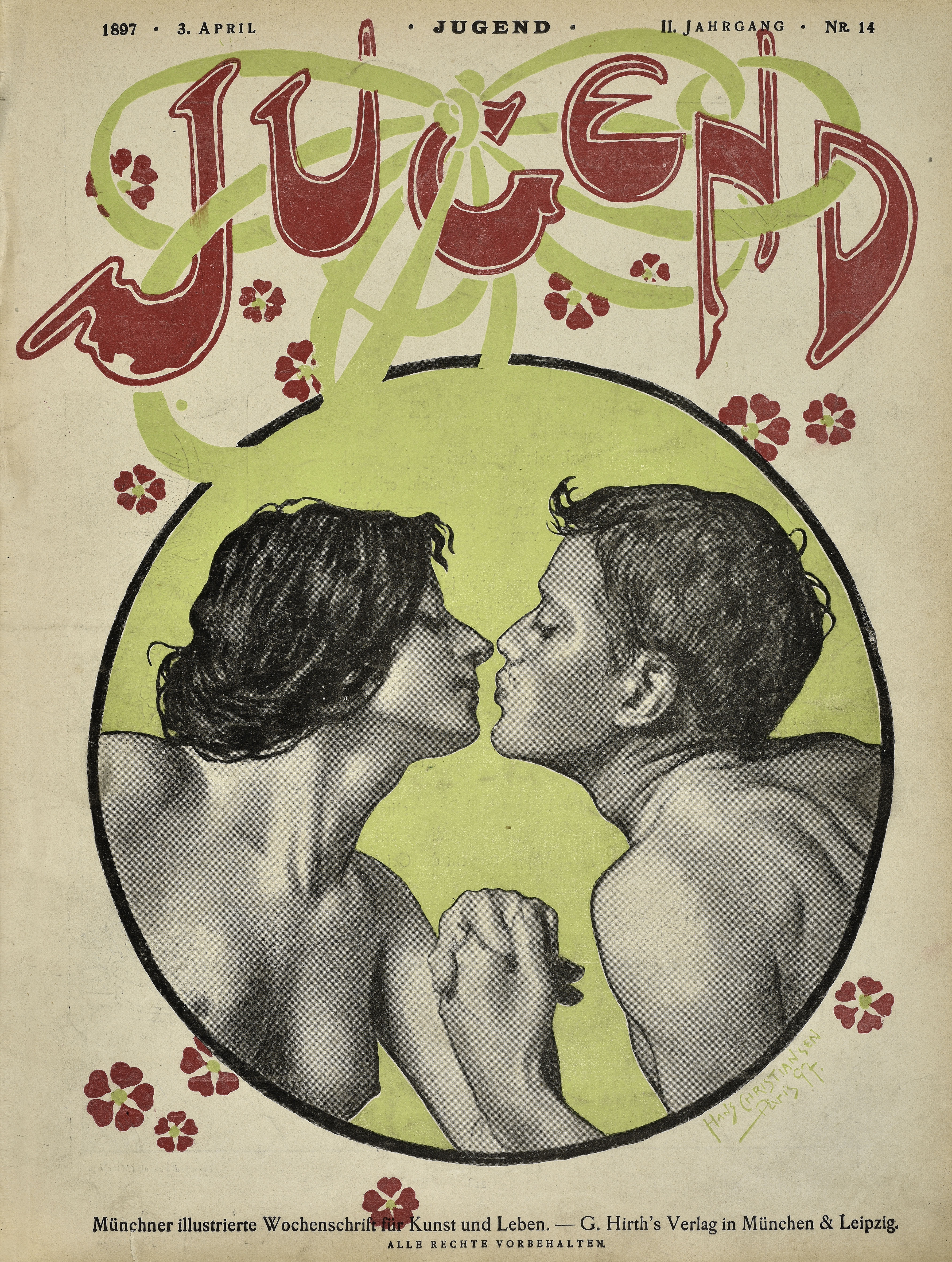
Hans Christiansen, dessin de couverture paru dans Jugend (Georg Hirth dir.), n°14, 3 avril 1897

### Les revues et livres illustrés
Au tournant du XXe siècle, la Bibliothèque des Musées s’est abonnée aux principales revues artistiques européennes (The Studio, Deutsche Kunst und Dekoration, Art et Décoration), mais aussi de séries complètes des grandes revues illustrées comme Pan, Simplicissimus, Jugend, The Savoy ou encore Ver Sacrum. Elle a également collecté rétrospectivement, d’importants exemples des grandes revues satiriques françaises du XIXe siècle (La Caricature, Le Charivari, Le Journal pour Rire), ainsi que l’œuvre imprimé de Gustave Doré. D’autres grands illustrateurs français, comme Daumier, Grandville, Cham, Gavarni, ou encore Steinlen et Jossot y figurent également. D'autres revues liées aux développements du design dans l’entre-deux-guerres ont également rejoint cet ensemble (Arts et Métiers graphiques, Das Plakat, Gebrauchsgraphik).

### Les arts en Alsace
Les titres illustrés réalisés en Alsace ont naturellement abondé les collections de la Bibliothèque des Musées. On y trouve des séries complètes des périodiques culturels (Elsaesser Bilderbogen, La Revue Alsacienne Illustrée, La Vie en Alsace, L’Alsace française), des revues artistiques (Das Kunstgewerbe in Elsass-Lothringen), des feuilles satiriques (Dur’s Elsass), ou encore des revues d’histoire de l’art et d’archéologie (Cahiers d’archéologie et d’histoire d’Alsace, ou encore Les archives alsaciennes d’Histoire de l’Art). La bibliothèque conserve encore les éditions illustrées de Théophile Schuler ou certains alsatiques remarquables comme les Légendes d’Alsace de Georges Spetz ou Der Elsässische Garten de Friedrich Lienhard, Hans Pfitzner et Charles Spindler.

### Le fonds Jean Hans Arp
Intimement lié à la Ville de Strasbourg, Jean Hans Arp est largement représenté dans les collections de la bibliothèque des Musées. Outre la documentation le concernant, elle conserve un ensemble d’une soixantaine de ses livres, premières éditions de ses poèmes et de ses gravures.

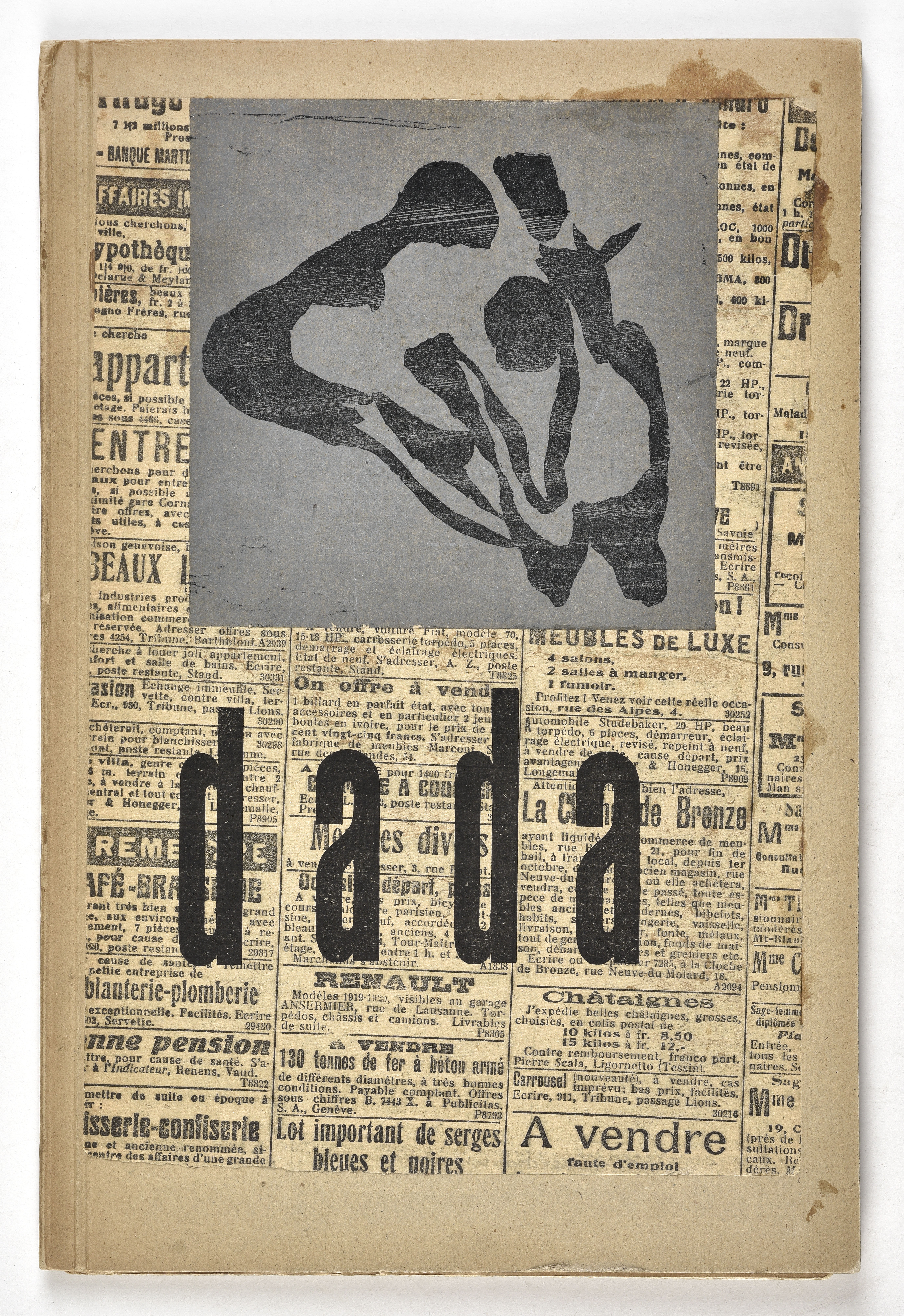
Jean Hans Arp, bois gravé et collage pour la couverture de Dada 4-5 (Tristan Tzara dir.), Zurich, 1919

### Les avant-gardes artistiques
Afin de prolonger et de documenter l’œuvre de Arp, la bibliothèque a développé une collection de livres en rapport avec les mouvements auxquels l'artiste a appartenu, en l'élargissant aux principales avant-gardes européennes. Elle conserve notamment des exemples significatifs et rares de revues, papillons ou pamphlets dada et surréalistes. Un important ensemble d’éditions liées aux courants lettriste et situationniste a encore été constitué en 2001.

### Les livres d’artistes
Depuis les années 1990, La bibliothèque des Musées développe une collection de livres d'artistes significative en s'efforçant d'avoir des exemples des principaux représentants du genre. Marcel Broodthaers, Robert Filliou, Christian Boltanski, George Brecht ou Daniel Spoerri y figurent, ainsi que les séries complète de la revue S.M.S (1968) ou TAU/MA (1976-1981) et un ensemble important de documents, tracts et affiches autour de Fluxus, La collection compte encore des œuvres de Jochen Gerz, Stanley Brouwn, François Morellet, Marina Abramovic, Annette Messager ou Jean-Luc Moulène.

## Action culturelle
Développant un programme de valorisation de ses collections, la Bibliothèque des Musées de Strasbourg présente ses fonds à l'occasion d'expositions dans ses vitrines (5 à 6 expositions par an), d'actions de médiation, de rencontres et d'invitations de conférenciers.
Exemples de présentations récentes:

### L'Architecture d'Aujourd'huiGraphisme et architecture dans l’espace de la revue , du 8 janvier au 3 mars 2019
En 1930 André Bloc fonde la revue l’Architecture d’aujourd’hui avec l’idée d’ assurer à cet art « la publicité qui lui est indispensable ». Rejoint par Pierre Vago, il ambitionne de faire du mensuel la vitrine du mouvement moderne. La revue s’appuie pour cela sur des représentants de l’avant-garde comme Pierre Chareau, André Lurçat, Robert Mallet-Stevens, ou Le Corbusier et accompagne le mouvement de reconstruction dans l’après-guerre.

### Grandville etLa Caricatureautour de 1830: collections de la bibliothèque et du Cabinet des Estampes et des Dessins, du 4 septembre au 3 octobre 2018
En 1830, Grandville (1803-1847), bien qu’assez jeune, bénéficie déjà d’une certaine notoriété. On lui doit, avec la série les Métamorphoses du Jour parue en 1829, quelques-uns de ses dessins d’animaux anthropomorphes les plus célèbres. C’est à Charles Philipon, fondateur des principaux journaux et hebdomadaires républicains illustrés des années 1830 à 1855, que Grandville doit son ascension. Avec Honoré Daumier, Alexandre Descamps, Eugène Forest, Traviès, il compte parmi les premiers contributeurs de l’hebdomadaire La Caricature, dont les premières feuilles paraissent en novembre 1830. 

### La revueArts et métiers graphiques(1927-1939): Une vitrine du graphisme des années 1930, du 4 mai au 30 juin 2018
Apparue en 1927, la revue Arts et métiers graphiques se trouve à la croisée des univers de l'imprimerie du graphisme et de la typographie. Initiée par Charles Peignot, héritier des fonderies Deberny et Peignot, elle se présente comme une vitrine d’un certain savoir-faire, celui des métiers de l’imprimerie, et a pu agréger des artistes, des dessinateurs de caractères et d’affiches. Parmi ses contributeurs, on compte Cassandre, Maximilien Vox ou Jean Carlu.
En partenariat avec la HEAR

### Alphonse Mucha ornemaniste : lesDocuments décoratifs(1902), du 10 décembre 2017 au 10 mars 2018
Alphonse Mucha est l’un des plus grands affichistes et illustrateurs du tournant du XXe siècle. Originaire de Bohème, formé à Munich et installé en France à partir de 1887, il participe au Salon des Cent qui diffusera l’art de l’affiche à partir de 1894. Son nom est associé aux développements de la publicité, au Cabaret et au Théâtre. Les Documents décoratifs, parus en 1902, est un recueil de planches en héliogravure compilant les principales productions de l’artiste dans les domaines de l’affiche, de l’ornement de livres, du mobilier, de la joaillerie ou encore du dessin de caractères.

### Sandberg. Les années Stedelijk (1945-1962), du 30 mars au 30 avril 2017
« Si nous voulons rester nous mêmes, il faudra changer sans cesse, l’avenir part d’aujourd’hui, partons avec lui. Le grand art est toujours recherche. ». Ces mots de Willem Sandberg illustrent bien son travail au Stedelijk Museum d’Amsterdam où il a été directeur et graphiste des catalogues d’expositions de 1945 à 1962 : éclectisme des propositions graphiques, multiplicité des papiers et types d’impressions. Il propose une réflexion pointue pour chaque ouvrage, en lien avec l’artiste accueilli.
En partenariat avec la HEAR

### Shit Must Stop Must Not Stop, du1erjuillet au 27 septembre 2014
La revue SMS (Shit Must Stop) fut fondée par William Copley en 1968, et disparut à la fin de la même année. Chaque numéro consiste en un portfolio comprenant des multiples d’artistes spécialement réalisés pour l’occasion. La revue était diffusée uniquement par voie postale. L’exposition Shit Must Stop Must Not Stop présentait, pendant tout l'été 2014, une sélection d’objets originaux (collection Bibliothèque des Musées de Strasbourg) en dialogue avec le travail de réinterprétation d'étudiants de la Haute École des Arts du Rhin (HEAR).